# Kurt Gödel
Kurt Friedrich Gödel (Brno, 28 aprile 1906 – Princeton, 14 gennaio 1978) è stato un logico, matematico e filosofo austriaco naturalizzato statunitense, noto soprattutto per i suoi lavori sull'incompletezza delle teorie matematiche.
Ritenuto uno dei più grandi logici di tutti i tempi insieme ad Aristotele, Leibniz e Frege, le sue ricerche ebbero un significativo impatto, oltre che sul pensiero matematico e informatico, anche sul pensiero filosofico del XX secolo.

Firma

## Biografia
Gödel nacque in Moravia, secondo figlio di Rudolf August e Marianne Handschuh, in una famiglia di lingua tedesca operante nell'industria tessile nella città allora chiamata Brünn, sotto l'impero austro-ungarico. Il padre era cattolico, mentre la madre era luterana. Il primo aveva svolto studi commerciali e grazie a una grande applicazione nel lavoro riuscì a raggiungere il grado di dirigente e comproprietario di un'importante azienda e poté mandare i suoi figli in una scuola privata tedesca. Sin da giovane Gödel mostrò alcuni aspetti del suo carattere che lo contraddistinsero per tutta la vita: una curiosità insaziabile, una brillantezza negli studi, un'introversione preponderante e una salute cagionevole; a otto anni si ammalò di febbre reumatica, che suscitò in lui l'eccessiva preoccupazione sia per la sua salute (ipocondria), sia per i pericoli insiti negli alimenti.
Nel 1918 divenne cittadino cecoslovacco. Nel 1924 si iscrisse all'Università di Vienna, prima con l'intenzione di studiare fisica teorica e poi occupandosi di matematica e filosofia. Frequentò il Circolo di Vienna fondato dal filosofo Moritz Schlick impregnato dall'opera di Ludwig Wittgenstein ed entrò in contatto con il filosofo della scienza Rudolf Carnap con cui condivise la passione per la parapsicologia. Studiò Bertrand Russell e seguì una conferenza di David Hilbert circa le questioni di completezza e consistenza dei sistemi matematici tenuta al congresso internazionale di Bologna nel 1928.
Concentrò quindi i suoi interessi sulla logica matematica e nel 1929, dopo essere diventato cittadino austriaco, ottenne il dottorato con una dissertazione di cui fu relatore Hans Hahn e con cui dimostrò la completezza del calcolo dei predicati del primo ordine, stabilendo che è possibile dimostrare gli enunciati veri per ogni interpretazione dei simboli.
Nel 1933, invitato da John von Neumann e Oswald Veblen, si trasferì negli Stati Uniti, dove per un anno fu membro visitatore dell'Institute for Advanced Study di Princeton, divulgando il suo teorema di incompletezza. Sia durante la permanenza in America sia nei soggiorni viennesi di questi anni soffrì di esaurimenti nervosi che si manifestavano in una ossessione per la dieta, per i ritmi intestinali e per una fobia sugli avvelenamenti alimentari, ossessione che lo trascinò a evitare il cibo fino alla denutrizione.
Nel 1936 fu profondamente colpito dall'assassinio di Moritz Schlick per mano di uno studente nazista sulle scale dell’Università di Vienna e subì una nuova crisi nervosa. Successivamente trascorse un anno negli USA dove strinse amicizia con Albert Einstein. Nel settembre del 1938 sposò Adele Porkert Nimbursky, ballerina viennese incontrata in un locale notturno, sei anni più anziana, cattolica già divorziata, che lo sostenne fino all'ultimo giorno. Gödel la conosceva da alcuni anni ma i suoi genitori si erano sempre opposti al matrimonio per via del suo lavoro e del fatto che fosse già stata sposata. Nello stesso anno, dopo l'annessione nazista dell'Austria, diventò automaticamente cittadino della Germania. Nel 1940, in seguito all'abolizione del titolo di Privatdozent e temendo di essere chiamato alle armi, si trasferì negli Stati Uniti passando per la Russia, servendosi della ferrovia Transiberiana, e il Giappone, valicando il Pacifico per nave. Quando arrivò in USA i transfughi gli chiesero notizie della Germania nazista. Rispose: «Il caffè è cattivo».

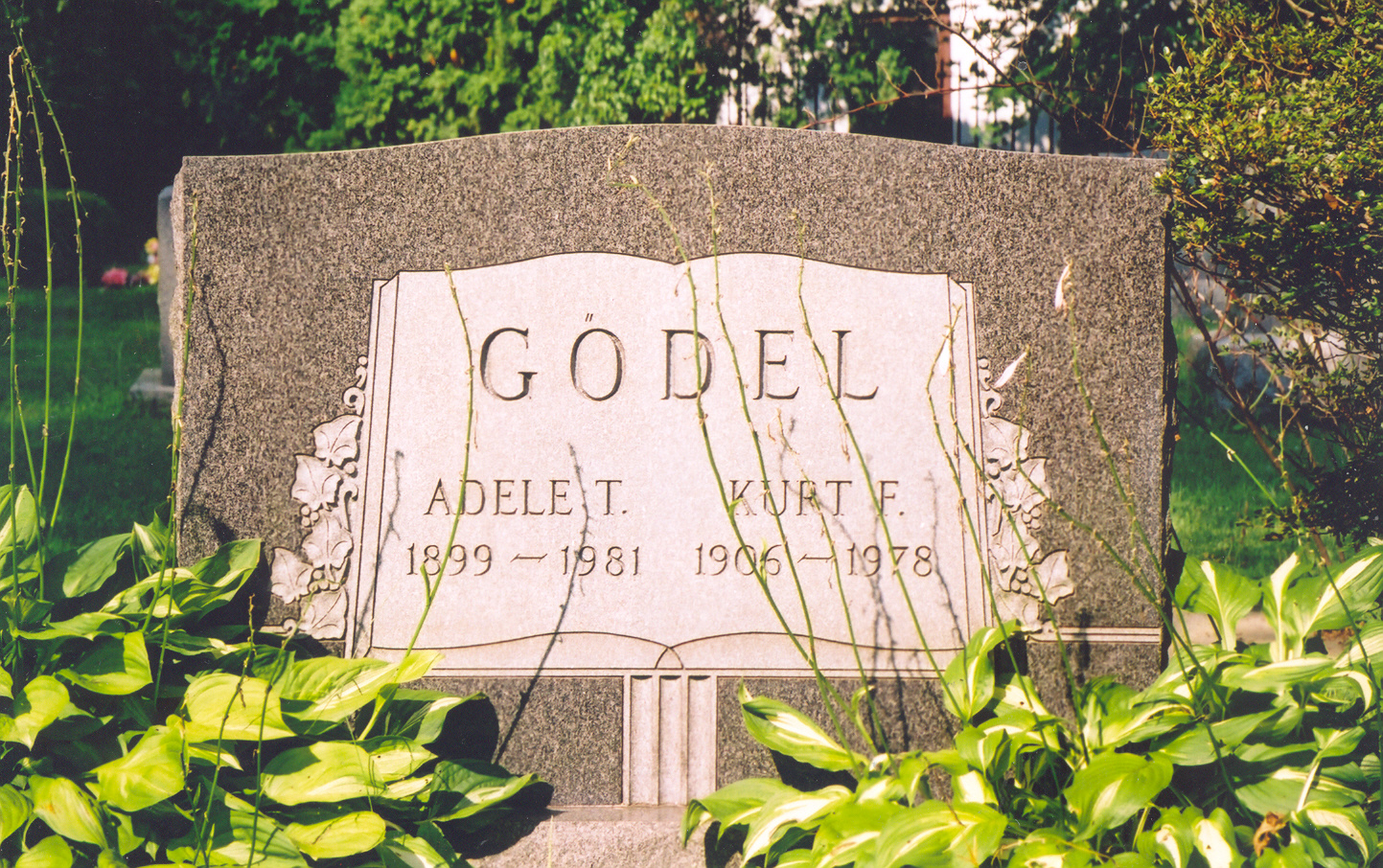
Tomba di Kurt Gödel e della moglie nel cimitero di Princeton, New Jersey

Tornò nuovamente all'Institute for Advanced Study ove rimase sino alla morte. Nel 1948 diventò cittadino statunitense. Diventò membro permanente dell'IAS nel 1946, professore ordinario nel 1953 e professore emerito nel 1973. Frequentò tutti i giorni Einstein che lo conduceva in passeggiate e conversazioni quotidiane. L'ultimo suo articolo risale al 1958. Nel 1972 ricevette la laurea honoris causa dall'Università Rockefeller e tre anni dopo la National Medal of Science.
Col peggioramento dei suoi problemi psichici, Gödel si ridusse a mangiare solo quel che gli preparava la moglie, che tuttavia negli ultimi mesi del 1977 fu ricoverata sei mesi per problemi di salute. Il suo disturbo ossessivo-compulsivo era ormai degenerato in un delirio paranoico e il matematico si rifiutava quasi sempre di mangiare, convinto che il cibo fosse avvelenato. Nei primi giorni del 1978 Gödel fu ricoverato all'ospedale di Princeton per malnutrizione e inedia, causate da una grave forma di anoressia che lo aveva portato a pesare 29 chilogrammi. Morì il 14 gennaio 1978. Fu sepolto nel cimitero della città, seguito dalla moglie Adele nel 1981.

## Attività e pensiero
Pur pubblicando pochi articoli, Gödel si occupò di quasi tutti i settori della logica moderna; l'impatto delle sue opere fu enorme e si diffuse anche fuori dal mondo accademico matematico.
Gödel pubblicò il suo più famoso risultato nel 1931 a venticinque anni - dopo averlo presentato al pubblico l'anno precedente al "Secondo Congresso di Epistemologia delle Scienze Esatte" di Königsberg - quando lavorava presso l'Università di Vienna. Questo lavoro conteneva i famosi due teoremi di incompletezza di Gödel che da lui presero il nome, che stabiliscono che ogni sistema assiomatico consistente e in grado di descrivere l'aritmetica dei numeri interi è dotato di proposizioni che non possono essere dimostrate né confutate sulla base degli assiomi di partenza. Parafrasando: se un sistema formale S è consistente (privo di contraddizioni), allora è possibile costruire una formula F sintatticamente corretta, ma indimostrabile in S, che quindi risulta “incompleto”. Per cui se un sistema formale è logicamente coerente, la sua non contraddittorietà non può essere dimostrata stando all'interno di quel sistema logico.
I teoremi di Gödel nascevano in relazione alle ricerche volte a realizzare il programma di Hilbert, che chiedeva di trovare un linguaggio matematico che potesse provare da solo la propria consistenza o coerenza. Gödel dimostrò invece che la coerenza di un sistema è tale proprio perché non può essere dimostrata. Molti non compresero le affermazioni di Gödel, ritenendo che il suo teorema avesse definitivamente distrutto la possibilità di accedere a verità matematiche di cui avere assoluta certezza. Gödel invece era convinto di non avere affatto dissolto la consistenza dei sistemi logici, da lui sempre considerati come funzioni reali dotati di pieno valore ontologico, e che anzi il suo stesso teorema di incompletezza aveva una valenza di oggettività e rigore logico. Oltretutto, spiegava Gödel, la presenza di un enunciato che affermi di essere indimostrabile all'interno di un sistema formale significa appunto che esso è vero, dato che non può essere effettivamente dimostrato. E proseguiva dicendo:
(Kurt Gödel, nota 15)
Nonostante ciò, i teoremi di incompletezza hanno avuto un interesse crescente del pubblico, grazie anche alle possibili interpretazioni extra matematiche - pur non affatto implicate dai teoremi stessi - che per molti costituiscono un'autentica critica alla ragione formale, dimostrando un limite intrinseco a tale modalità conoscitiva. 
I due teoremi, il primo in particolare, furono invece interpretati da Gödel come una conferma del platonismo, corrente filosofica che affermava l'esistenza di formule vere non dimostrabili (episteme), e dunque l'irriducibilità della nozione di verità a quella di dimostrabilità. In accordo con questa filosofia, era convinto che la verità, essendo qualcosa di oggettivo, cioè indipendente dalle costruzioni effettuate nelle dimostrazioni dei teoremi, non può essere posta a conclusione di alcuna sequenza dimostrativa, ma solo all'origine. 
Gödel fu anche autore di un celebre lavoro sull'ipotesi del continuo. Riuscì a dimostrare che essa non può essere confutata dagli assiomi della teoria degli insiemi, pur essendo accettata fino a quel momento, se comunque si continua a ritenere tali assiomi consistenti. Questa ipotesi fu poi ampliata da Paul Cohen che ne provò l'indipendenza, illustrando come sia indimostrabile a partire dagli stessi assiomi.
Gödel vedeva nella teoria degli insiemi e nella matematica in genere una forma di conoscenza "reale" e non puramente astratta o concettuale, sebbene prescinda dall'esperienza dei sensi e si basi esclusivamente sull'intuizione mentale. Similmente a Parmenide, egli concepiva la logica "formale" come unita indissolubilmente a un contenuto "sostanziale":
(Kurt Gödel)
Elaborò anche, tramite l'interpretazione cosmologica della sua metrica (una soluzione esatta delle equazioni di campo di Einstein), la teoria di un universo rotante su sé stesso, diverso sia dall'universo statico in voga all'epoca sia dal Big Bang, che bilancia la gravità con la forza centrifuga anziché con una costante cosmologica repulsiva intrinseca allo spaziotempo come nel modello standard; questa teoria è nota come universo di Gödel, ma non è stata universalmente accettata dalla comunità scientifica in quanto non prende in considerazione la legge di Hubble.
Un altro risultato a cui giunse fu la dimostrazione nel 1970 dell'esistenza di Dio, inteso come ente che assomma tutte le qualità positive di un dato insieme. Questo teorema deriva dal concetto di ultrafiltro e ha poco a che vedere con la teologia tradizionale, sebbene nascesse anche da esigenze di carattere esistenziale e religioso. Per comprendere la sua Ontologischer Gottesbeweis, ovvero la sua prova ontologica di Dio, occorre tener presente come Gödel avesse sempre avvertito l'urgenza di trovare un ordine logico-matematico da porre a fondamento dell'esistenza dell'universo. Un tale ordine gli sembrava fosse garantito solo dalla necessità logica dell'esistenza di Dio, ossia dalla dimostrazione di un Essere che assommi in sé le qualità positive di tutti gli enti reali. Come nel primo teorema di incompletezza, Dio doveva rappresentare quella Verità che non dipende da calcoli umani ed è perciò assoluta e non relativa. Riemerge qui l'impostazione platonica di Gödel, nonché la sua forte stima per il filosofo tedesco Gottfried Leibniz, di cui riprende la prova ontologica e la definizione di Dio come la somma perfetta di «ogni qualità semplice che sia positiva e assoluta».
La dimostrazione gödeliana, concepita come un teorema logico-formale assolutamente analogo a quelli suoi precedenti, risulta dal fatto che non è logicamente plausibile ammettere la possibilità di un unico Essere provvisto di tutte le "proprietà positive", tra cui la stessa esistenza, senza attribuirgli una realtà effettiva, perché ciò sarebbe una palese contraddizione in termini. Il passaggio dal piano razionale a quello reale avviene per l'impossibilità di salvaguardare la coerenza del discorso logico qualora si negasse a Dio un'esistenza fattuale. E conclude quindi affermando che «Dio esiste necessariamente, come volevasi dimostrare». A differenza dell'amico Albert Einstein, che concepiva Dio alla stregua di un'entità impersonale da cogliere con la sola ragione, Gödel era animato anche da sentimenti di venerazione religiosa. Cresciuto nella fede luterana, egli si descriveva come un teista, credente in un Dio cristiano e personalistico come quello di Leibniz e non panteista alla maniera di Spinoza e Einstein.
La prova ontologica di Dio non fu mai resa nota dall'autore, probabilmente per timore di essere frainteso; essa rimase sconosciuta fino alla pubblicazione postuma negli Stati Uniti, nove anni dopo la sua morte, in una raccolta contenente altri scritti inediti del matematico moravo.

## Opere
- Über formal unentscheidbare Sätze der Principia Mathematica und verwandter Systeme, «Monatshefte für Mathematik und Physik», vol. 38, 1931. È disponibile una traduzione in inglese di Martin Hirzel, 2000, qui in Internet Archive (archiviato il 19 marzo 2012).
- The Consistency of the Axiom of Choice and of the Generalized Continuum Hypothesis with the Axioms of Set Theory, Princeton University Press, Princeton, NJ., 1940.
- Ontologischer Beweis (Prova ontologica), pubblicata postuma nel 1987 (trad. it.: La prova matematica dell'esistenza di Dio).
- Collected Works, New York, Oxford University Press, 1986-2006, 5 volumi, testi in tedesco con traduzione inglese a fronte.
- My philosophical viewpoint, c. 1960 in Hao Wang, A Logical Journey: from Gödel to Philosophy, Cambridge, USA, The MIT Press, 1996, p. 316.
- The modern development of the foundations of mathematics in the light of philosophy, in Collected Works, Volume III, 1961, pp. 375–387.

### Edizioni in italiano
- Opere, vol. 1 (1929-1936), Torino, Bollati Boringhieri, 1999.
- Opere, vol. 2 (1938-1974), Torino, Bollati Boringhieri, 2002.
- Opere, vol. 3, saggi inediti e conferenze, Torino, Bollati Boringhieri, 2006.
- Opere, vol. 4, corrispondenza A-G, Torino, Bollati Boringhieri, 2009.
- Opere, vol. 5, corrispondenza H-Z, Torino, Bollati Boringhieri, 2009.